# Cry Me a River (dal)
A Cry Me a River Justin Timberlake második kislemeze, első szólóalbumához, a Justifiedhoz. A dalt 2002 végén hallhattuk először a rádiókban.
A dal elkészítésében és feléneklésében Justinnak Timbaland volt a segítségére. Timbaland énekli a dal vokáljait is. A dal témája a Britney Spearsszel való szakítás, Justin az akkori fájdalmait énekli meg. A dal 2004-ben a Grammy-díjátadón elnyerte A Legjobb Férfi Pop Dal címet. A szám sokatmondó szövege mellett fény derül Spears hűtlenségére is.

## Fogadtatás és a videó
A videót Francis Lawrence rendezte, melyben Justin bosszút áll Britney-n; megcsalja egy másik nővel, Britney saját házában. A videót 2006-ban Bob Sinclar is parodizálta saját Rock This Party című klipjében.
A dal a Lostprophets együttes 2004-es kislemezén, a Last Train Home-on is megtalálható. A szerzeménynek van két remixe, amin Justin, 50 Centtel ad elő. Ezek mellett 2006-ban a Yahoo Music & Pepsi Smash-ben is előadta a punk csapat, a New Found Glory.
Egy viszály is kialakult Timbaland és Scott Storch között emiatt a dal miatt, mert Storch azt állította, hogy ő nincs feltüntetve a dalszerzők között.

## Hivatalos verziók
- Album Verzió – 4:47